# Sipakpahi
Sipakpahi is een bestuurslaag in het regentschap Tapanuli Tengah van de provincie Noord-Sumatra, Indonesië. Sipakpahi telt 489 inwoners (volkstelling 2010).